# El Palau d’Anglesola
El Palau d'Anglesola – gmina w Hiszpanii, w prowincji Lleida, w Katalonii, o powierzchni 12,36 km². W 2011 roku gmina liczyła 2185 mieszkańców.